# Croix et calvaires de Sainte-Croix-aux-Mines
 (février 2023).
Si vous disposez d'ouvrages ou d'articles de référence ou si vous connaissez des sites web de qualité traitant du thème abordé ici, merci de compléter l'article en donnant les références utiles à sa vérifiabilité et en les liant à la section « Notes et références ».
La commune française de Sainte-Croix-aux-Mines (Haut-Rhin) possède de nombreuses croix et calvaires anciens.
Planter une croix est un acte de dévotion. S’arrêter devant une croix, c’était prier et gagner des indulgences. Souvent on précise les prières demandées. Planter une croix à l’entrée des villages, répondait souvent au souci de s’adresser aux passants : « Que Dieu protège ton entrée et ta sortie ». À cette dévotion peut s’ajouter  la commémoration d’un événement familial important, le plus souvent tragique. La commune de Sainte Croix-aux-Mines  possède de nombreuses croix rurales, vingt-deux en tout. C'est sans doute le village qui en possède le plus grand nombre dans toute la vallée. Elles sont implantées, en bordure des chemins, et aussi en pleine forêt comme la croix Gasperment près du Col de la Hingrie, ou la croix du Haut de Ribeauvillé au pied du massif du Taennchel.
Ce sont souvent des croix  très rudimentaires, mais aussi de plus élaborées, y compris loin de la ville, dans des endroits totalement isolés. La plupart du temps les artisans sont originaires de la localité ou des proches environs. Certains artistes sont restés anonymes, d’autres y ont laissé leurs noms. Sur l’ensemble de Sainte Croix-aux-Mines, cinq sont l’œuvre de spécialistes. On trouve aussi dans les bois des croix massives taillées dans un seul bloc de grès, qui indiquent souvent le lieu d'un accident. Du XVIIe au  XIXe siècle il n'est pas rare que des bûcherons ou grumiers trouvent la mort à cause de chutes d'arbres. Les collègues de travail ou la famille font alors installer de petites croix en grès à l'emplacement de l'accident. Certaines croix sont anonymes d'autres indiquent le nom de la personne décédée.

## L’implantation des croix
L’implantation des croix dépend de l’intention qui a conduit à leur édification. Les communautés choisissaient l’emplacement de leur croix : soit à l’entrée du village ou à d’autres emplacements, le plus souvent un lieu où c’était produit un accident. On dressait aussi des croix sur les parcours des processions ou comme point de départ des défunts vers leur dernière demeure. Les cercueils étaient acheminés par porteurs jusqu’à ces croix. La plupart des croix étaient érigées par des particuliers qui les installaient probablement sur leur propre terrain. 

### Croix  de la Grange des Clous (Grand Rombach)1707

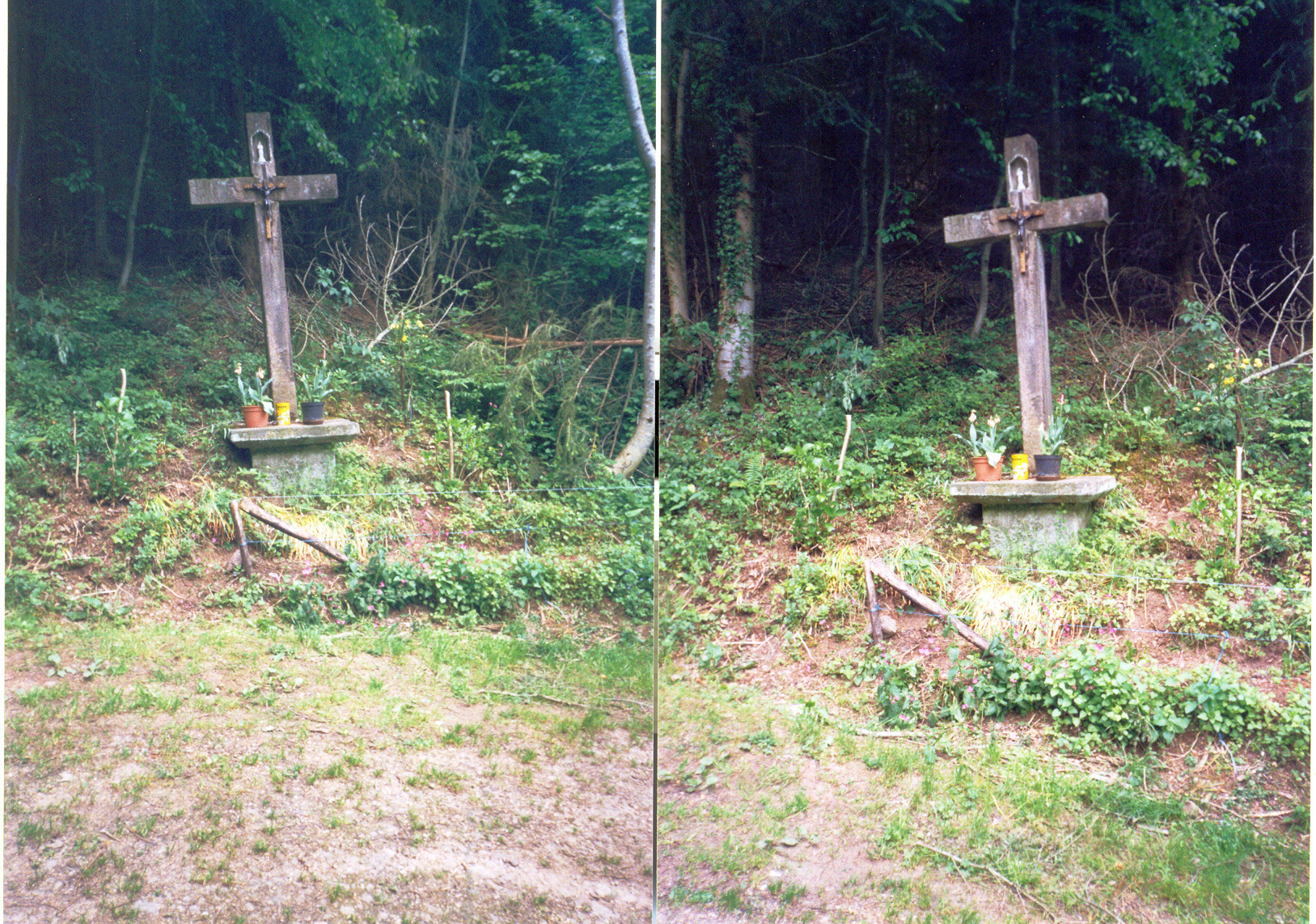
Croix de la Grange des Clous à Sainte Croix-aux-Mines (1707)

Appelée aussi Croix de la Basse des Beuillons, cette croix en grès rose a été édifiée en 1707. Elle se trouvait autrefois près de l’ancienne école du Grand Rombach et a été déplacée en 1803, lorsque celle-ci a été construite, sur une ancienne parcelle de Jean Weber (propriétaire de la ferme qui se trouvait à cet emplacement).
Il est situé sur le parcours qui mène tout droit après la grange de Constant Miclot. Arrivé un peu plus loin, on est en présence de deux itinéraires, dont l’un qui tourne à gauche et l’autre qui va tout droit. Continuer tout droit jusqu’au moment où celui-ci va à gauche. La croix est visible 50 mètres plus loin sur la partie du sentier qui monte.

### Croix Joseph Arnould (Grand Rombach)1796

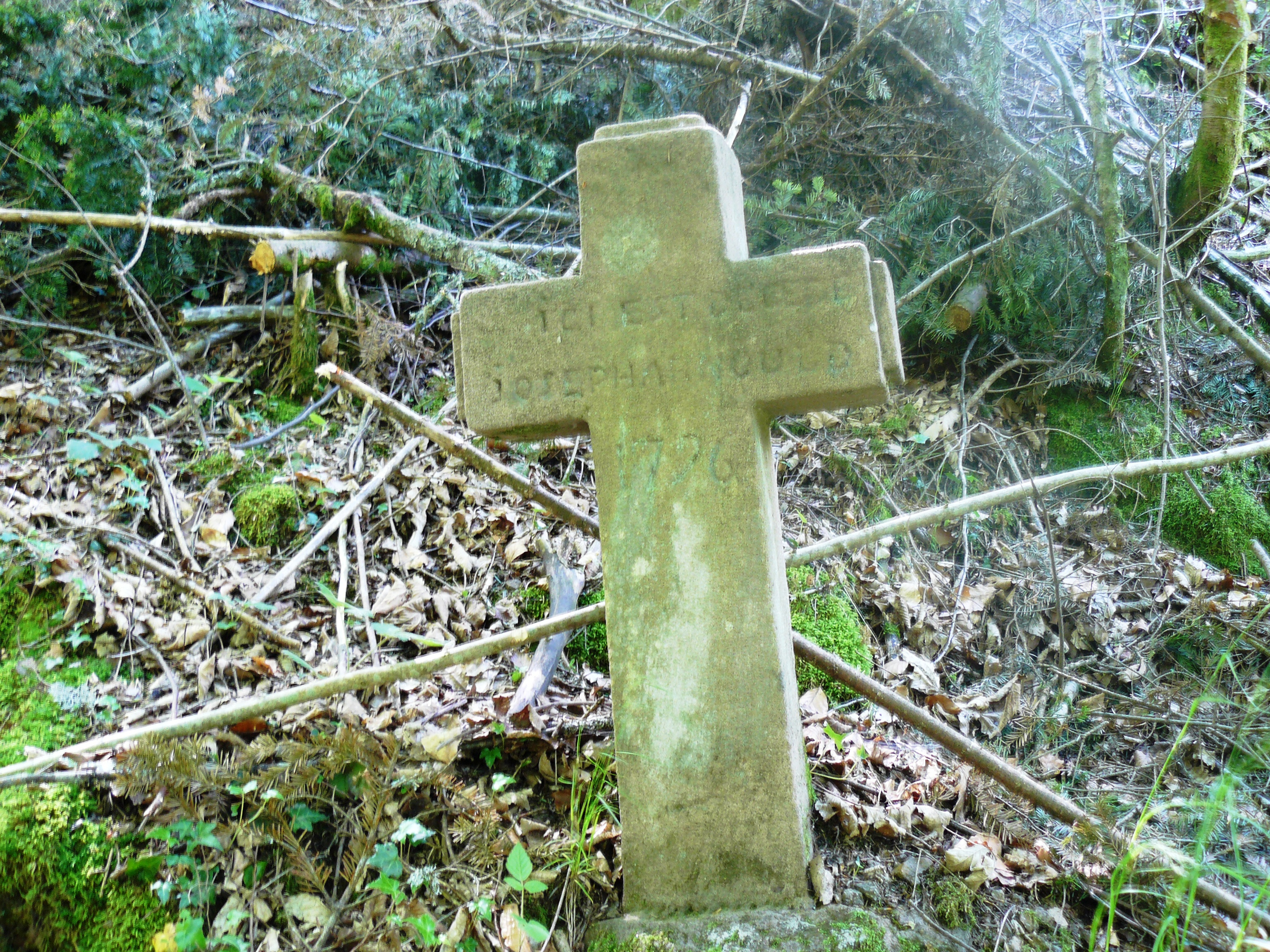
Croix forestière de Joseph Arnould à Sainte Croix-aux-Mines

Croix édifiée en 1796 en hommage à Joseph Arnould décédé à cet emplacement. Un arbre serait tombé sur lui provoquant sa mort instantanée. Il existe un chemin qui part à gauche, après la chapelle de Notre Dame du Bon Secours, et qui permet de se rendre à cette croix, située à environ 200 mètres.

### Croix Surmely (Grand Rombach)1802

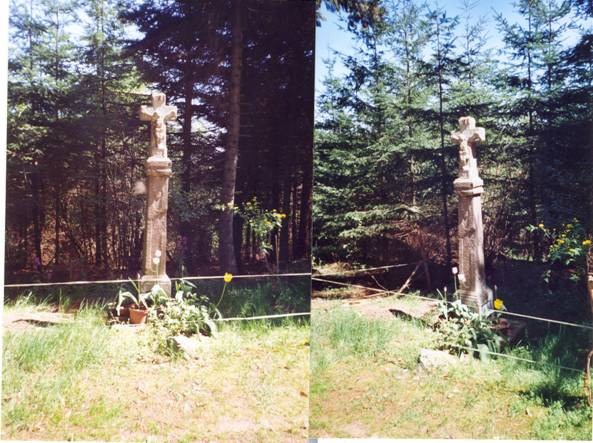
Croix Surmely à Sainte Croix-aux-Mines (1802)

Construite en 1802 par le tailleur de pierres Jean Baptiste George de Sainte Croix-aux-Mines et sa femme Rosalie Huin originaire de Rombach-le-Franc, la croix a été inaugurée par P.D. Antoine Schaal curé de Sainte-Croix. Elle a été financée par Joseph Surmely à la suite d’un vœu fait le 26 mars 1797, durant la Révolution.
Cette croix est située tout près d’un plateau où se croisent plusieurs chemins forestiers qui vont à Lubine, la Hingrie, le Col de la Ralaine puis le Grand Rombach. Le choix de l’emplacement n’est pas dû au hasard. Les intéressés ont voulu qu’elle soit dressée à mi-chemin entre les domaines forestiers de Sainte-Croix-aux-Mines et Rombach-le-Franc d’où le couple de tailleurs de pierres était originaire.
On y accède soit par le Grand Rombach ou par Lubine où il existe une route macadamisée qui passe par la chapelle de la jambe de fer à Lubine. Sur le plateau, prendre le chemin qui va vers le Grand Rombach. La croix est située vingt mètres plus loin en bordure du chemin. La croix de Surmely se trouve à la lisière de la forêt domaniale de la Hingrie, mais sur le ban de Sainte Croix-aux-Mines. On y accède par Sainte-Croix-aux-Mines au fond du vallon du Grand Rombach mais aussi depuis Rombach-le-Franc en allant jusqu’au col de la Hingrie qui s'élève à 748 mètres d’altitude. Ensuite prendre le chemin forestier de la Hingrie. La croix se trouve à 30 minutes de marche du col de la Hingrie.

### Croix de Marigoutte (Grand Rombach)1803

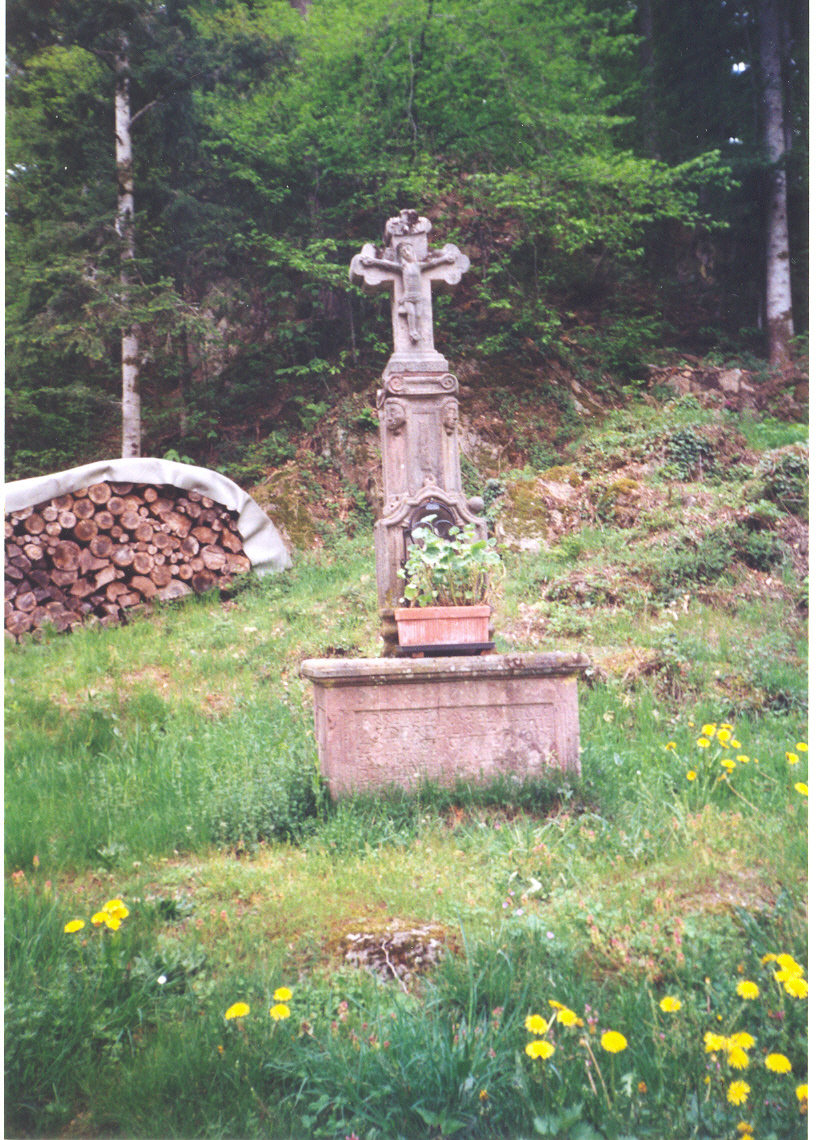
Croix de Marigoutte au Grand Rombach/ Sainte Croix-aux-Mines (1803)

Croix érigée par le curé Charles Eugène et inaugurée par Monseigneur Jean Pierre Saurine, évêque de Strasbourg, la croix de Marigoutte a été bénie le 18 juin 1803 par Joseph Antoine Schaal, curé de Sainte-Croix-aux-Mines. Le maître d’œuvre de cette croix est Joseph George, sculpteur et tailleur de pierres assistés par Pierre George, maçon et François Pairis, manœuvre, tous habitant le village.
Elle est située à l’intersection des chemins du Grand Rombach et de Marigoutte.

### Croix du Hury  (début duXIXesiècle)

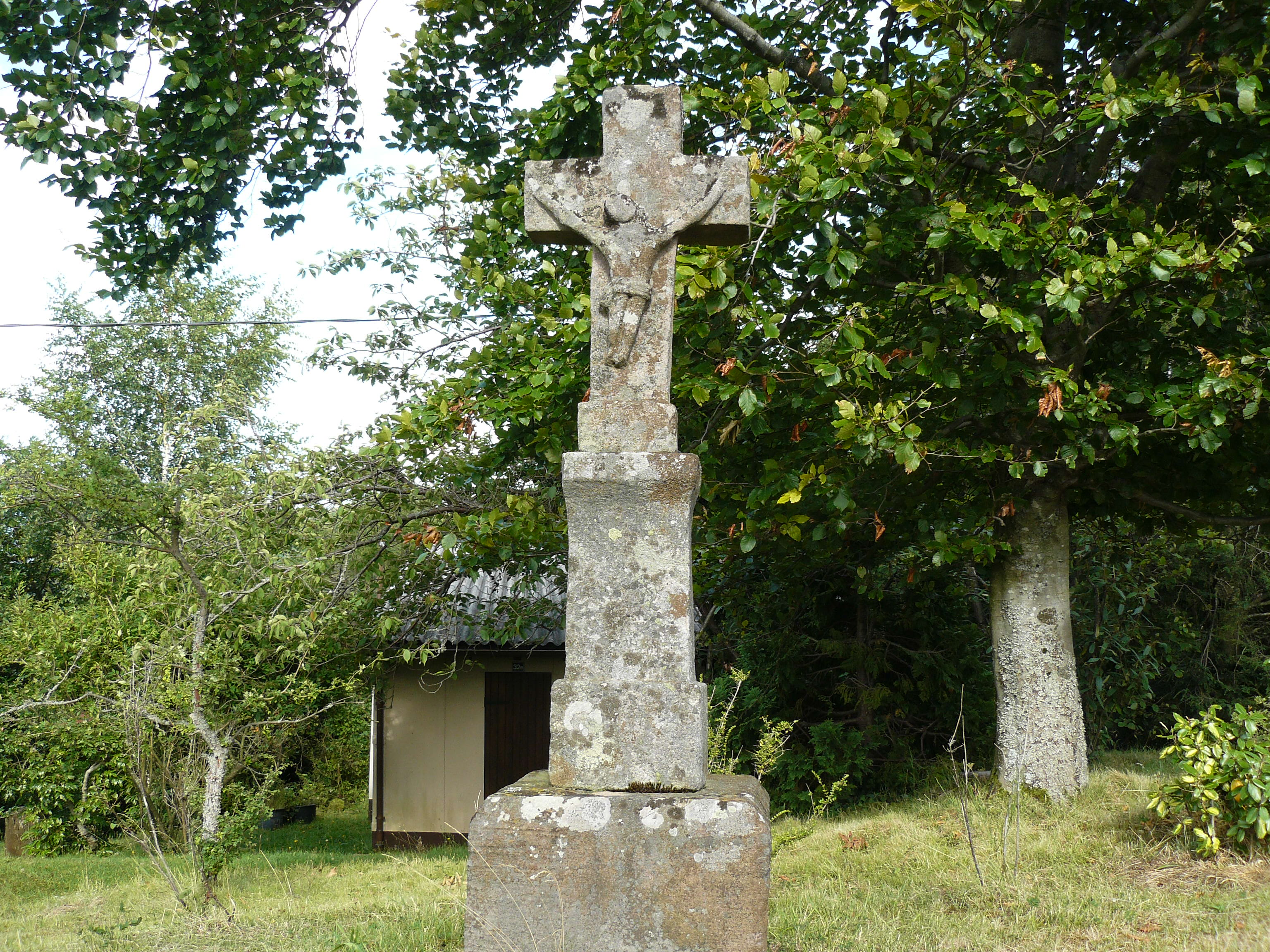
Calvaire du Hury (début du XIXe siècle)

Cette croix connue sous le nom de Croix du Hury se trouve aux contreforts de la forêt du Hury au pied du Taennchel et à proximité de fermes, comme la ferme Didion. On ne connaît pas précisément l'histoire de cette croix qui date du XIXe siècle, probablement installée par un paysan du coin.

### Croix de Montplaisir (1818)

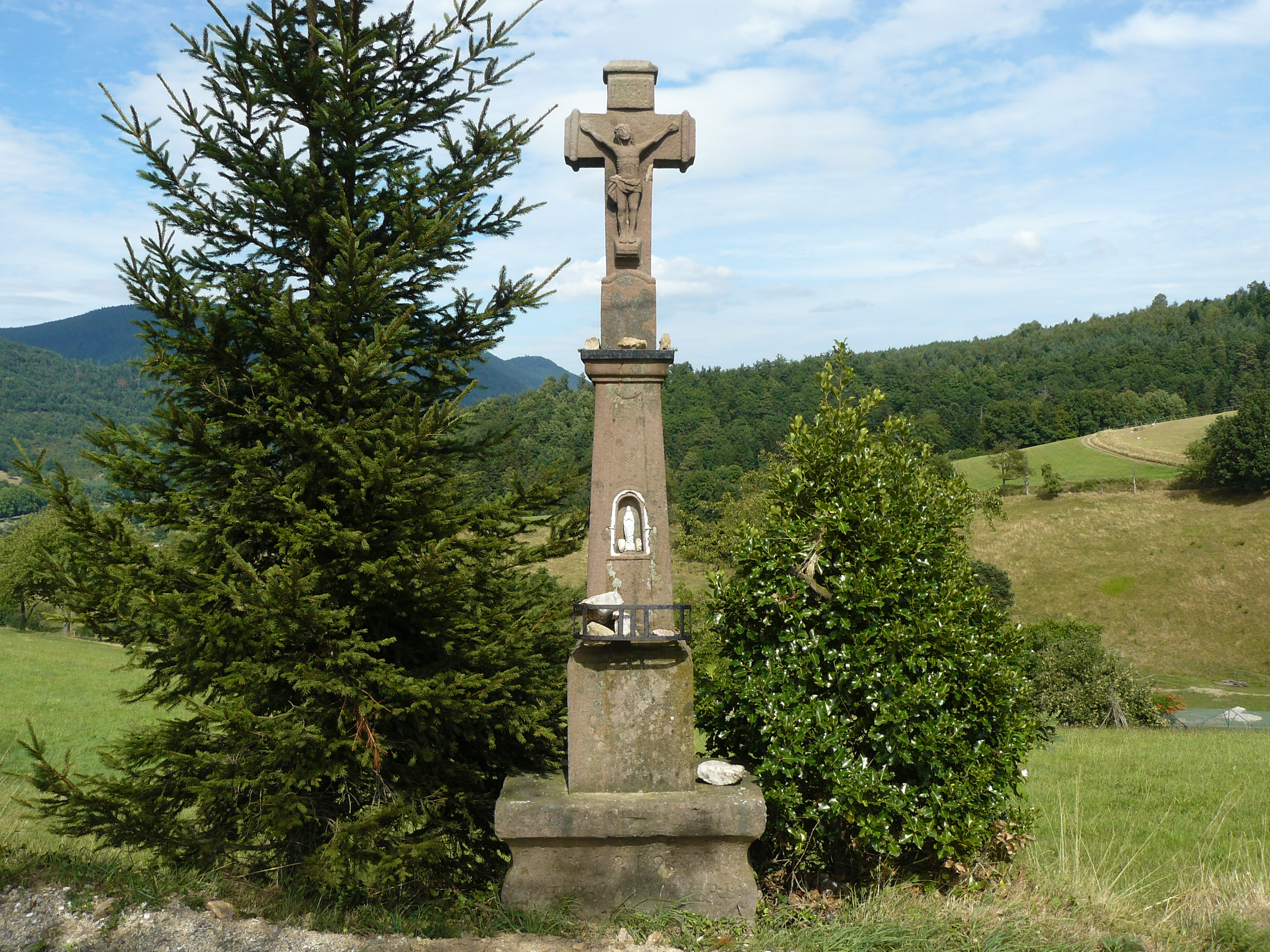
Calvaire de Montplaisir (1818)

Cette croix se trouve près de la ferme de Montplaisir et a été édifiée en 1818. On y distingue une petite niche taillée dans la pierre renfermant une petite statue de la Vierge.

### Croix du Pont de la Timbach  (première moitié duXIXesiècle)

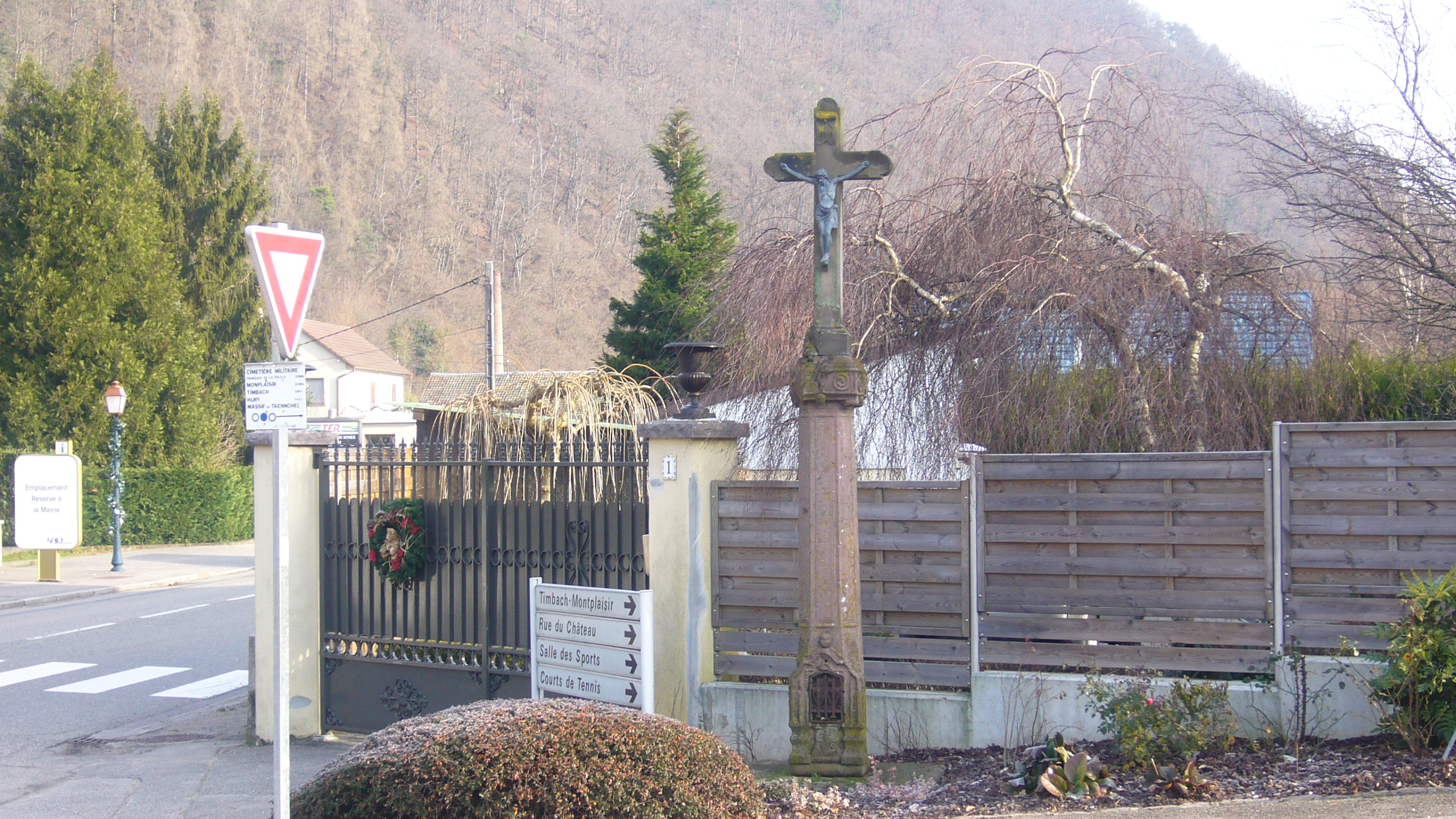
Croix du Pont de la Timbach (Première moitié du XIXe siècle)

Ce calvaire se trouve au croisement de la route nationale 59 et du chemin de la Timbach, à proximité immédiat du pont de la Timbach. Sur cet emplacement se trouvait probablement déjà une croix lorraine qui devait exister avant la Révolution. Le socle hexagonal fait sans doute partie des restes de l'ancienne croix, qui a dû être abattue lors de la Révolution. La reconstruction du XIXe siècle doit en utiliser les restes. Sans doute qu'un habitant de Sainte-Croix-aux-Mines a récupéré l'ancien calvaire dans l'espoir de l'ériger de nouveau en attendant des jours meilleurs. Cette croix façonnée et sculptée dans du grès locaux à galets rappelle un peu les calvaires de Lorraine. Les surfaces lisses et les arêtes rigides de la croix témoignent d'un débitage à la scie qui contraste avec le reste du monument où l'on rencontre des surfaces rugueuses bordées de ciselures au ciseau, striées par les traces de layage qui recouvrent les impacts de la broche.
La hauteur totale de la croix en grès rose des Vosges est de 2,50 mètres environ. Sur cette croix ne figure aucune inscription, mais on estime qu'elle remonte à la première moitié du XIXe siècle. Sur le bas du socle hexagonal se trouve une petite niche grillagée qui a sans doute abrité une petite madone.

### Croix de l’ancienne école du Grand Rombach  (1838)

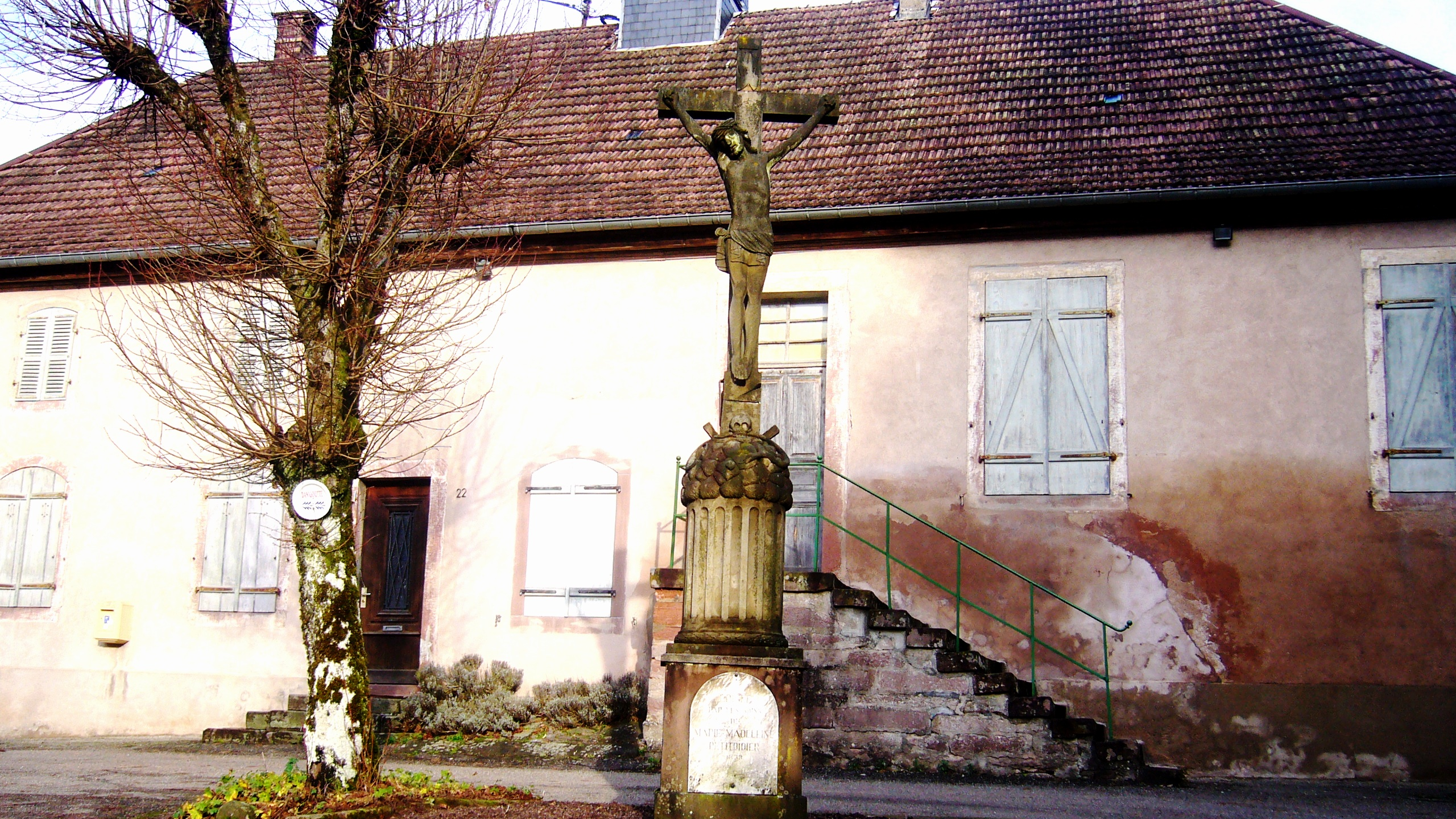
Croix devant l'ancienne école du Grand Rombach (1838)

Aussi nommée Croix Petitdidier, elle a été érigée par les soins de Marie Madeleine Petitdidier en 1838. Elle est située près de l’ancienne école du Grand Rombach.

### Croix de Laide-Baisse (Bouille bas)1852

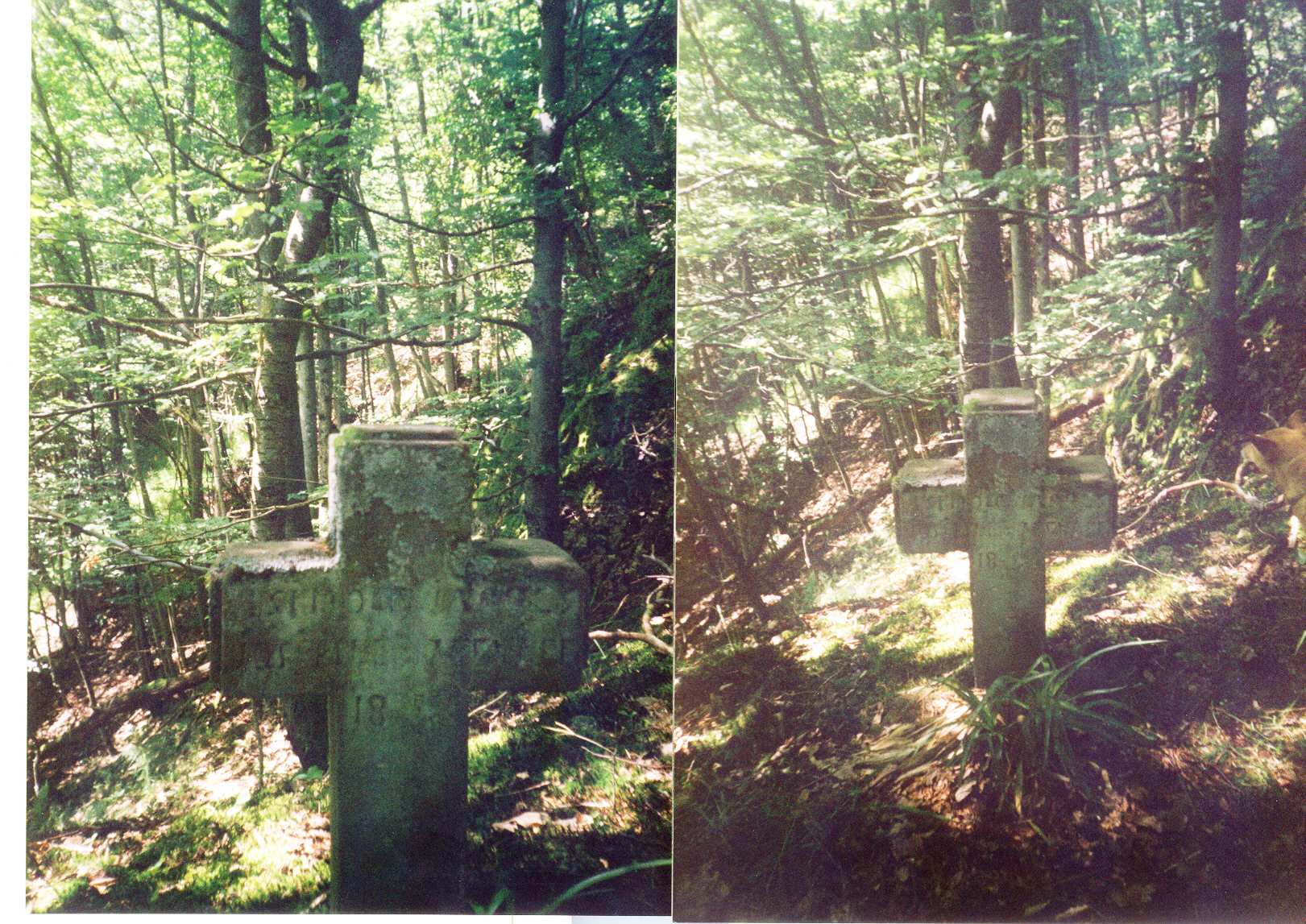
Croix de Laide Baisse à Sainte Croix-aux-Mines (1852)

Cette croix massive se trouve dans un endroit très retiré des anciens champs, entre la Bouille et le vallon de Bougival au lieu-dit de Laide-Baisse, à Bouille bas, un lieu aujourd'hui très sauvage. Il faut prendre le chemin qui part à gauche en dessus de la ferme des frères Antoine  au Petit Rombach et de là marcher environ 1 km en direction de Rougigoutte, jusqu’au mirador des chasseurs. À cet endroit, prendre un petit sentier abrupt en direction du poteau électrique à haute tension. La croix se trouve 20 mètres plus bas sur la gauche. Les inscriptions sur la croix mentionnent : 17 février 1852 / SIMON Jacques Joseph qui est probablement la date de la mort de cette personne à l’emplacement même où fut érigée la croix.

### Croix du vallon de Trachenbach (Petit Rombach)1860

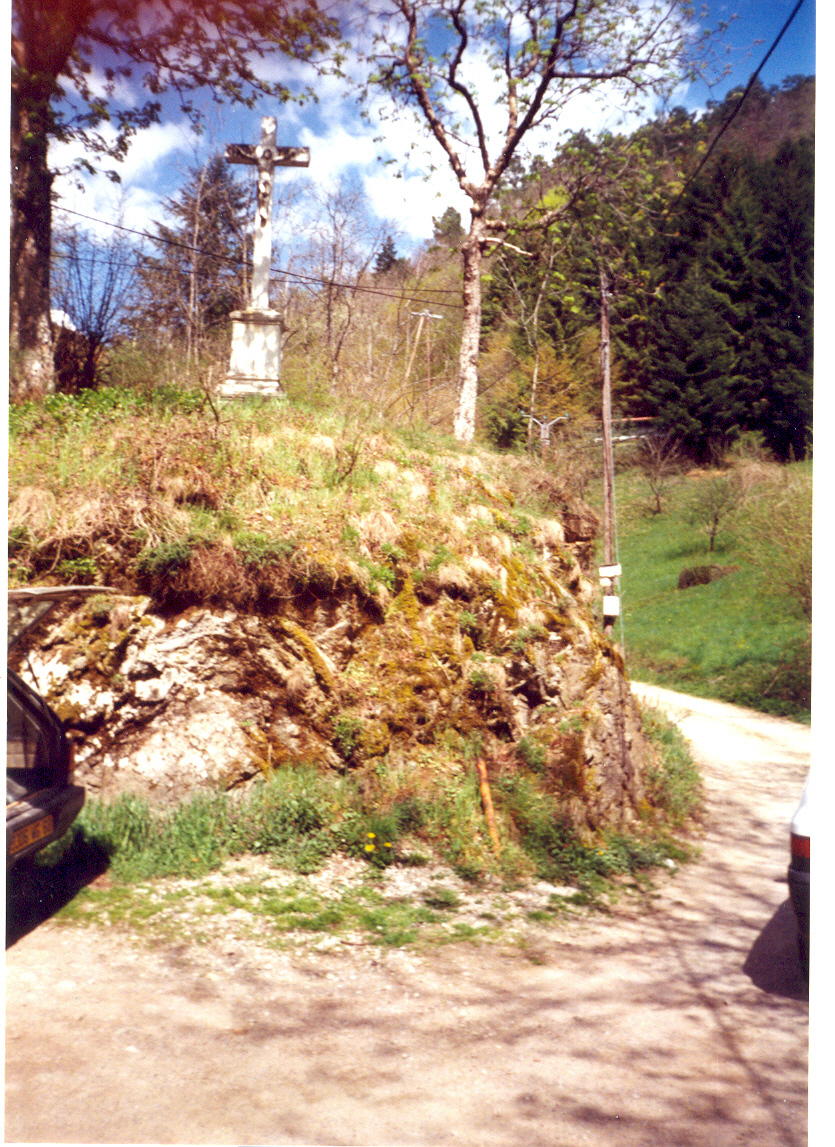
Croix du vallon de Trachenbach à Sainte Croix-aux-Mines (1860)

Située à proximité de l’ancienne école du Petit Rombach, cette croix a été édifiée en 1860 et se trouve à l’entrée du vallon de Trachenbach sur le chemin  qui conduit au château d'Échéry. Le calvaire est installé sur un petit talus situé au coin, entre le chemin du Petit Rombach et le vallon de Trachenbach qui conduit à Jaboumont et au château d'Echéry. La croix repose sur un piédestal parallélépipédique assez imposant (hauteur de 0,75 mètre) surmonté d'une console comportant un entablement très débordant au-dessus d'une épaisse moulure.

### Croix Gasperment (1863)

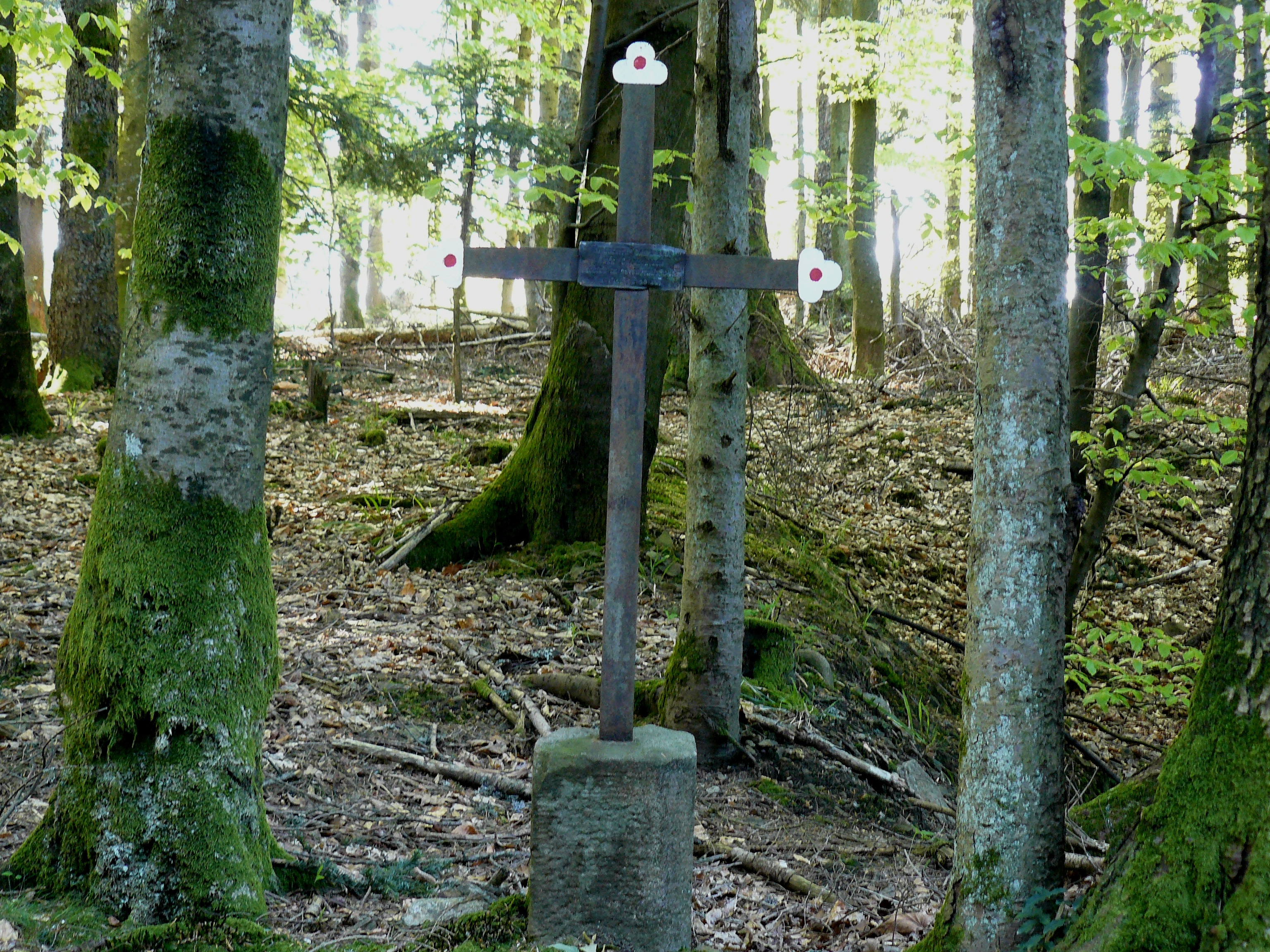
Croix Gasperment visible dans la forêt domaniale de la Hingrie (1863)

Elle est située au bord de la route forestière de la Hingrie, à 15 minutes à pied du col de la Hingrie, sur la parcelle forestière no 64. Il s’agit d’une croix en bois érigée à la mémoire de Marguerite Gasperment née Grandgeorge décédée le 23 septembre 1863 à l’âge de 26 ans. La personne en question aurait trouvé la mort à la suite d’une chute d’arbre. Le mari de la malheureuse, ne la voyant pas arriver pour lui amener à manger, partit à sa recherche et la découvrit écrasée sous un arbre.
Renversée par les débardeurs, cette croix a failli disparaître ; elle a été remise en place vers 1994 par Édouard Verdun, de la Hingrie, et son frère Roger Verdun. Un socle de pierre et de béton d'une hauteur de 30 cm a été installé par les deux bûcherons pour maintenir la croix qui se trouve à mi-chemin entre le col de la Hingrie et la croix de Surmely, dans la forêt domaniale de la Hingrie. Cette croix en bois de couleur acajou donne une impression de fragilité. Elle porte un modeste crucifix métallique.

### Croix devant la chapelle du Petit Rombach  (1865)

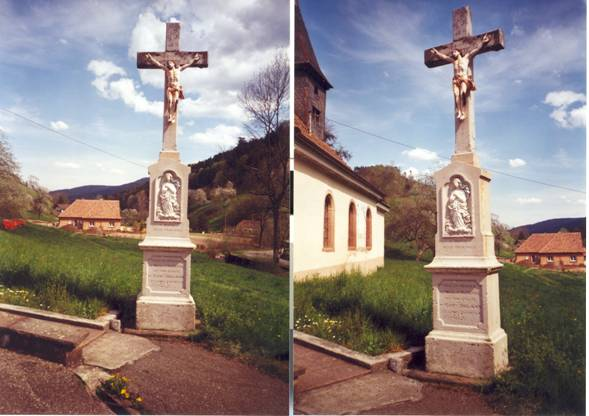
Croix devant la chapelle du Petit Rombach à Sainte Croix-aux-Mines (1865)

Ou Croix Didierjean située à côté de la chapelle Saint-Antoine au Petit Rombach érigée en 1865 par Nicolas Marchal et Catherine Didierjean et leurs enfants.

### Croix devant l’entrée du Petit Rombach  (deuxième moitié duXIXesiècle)

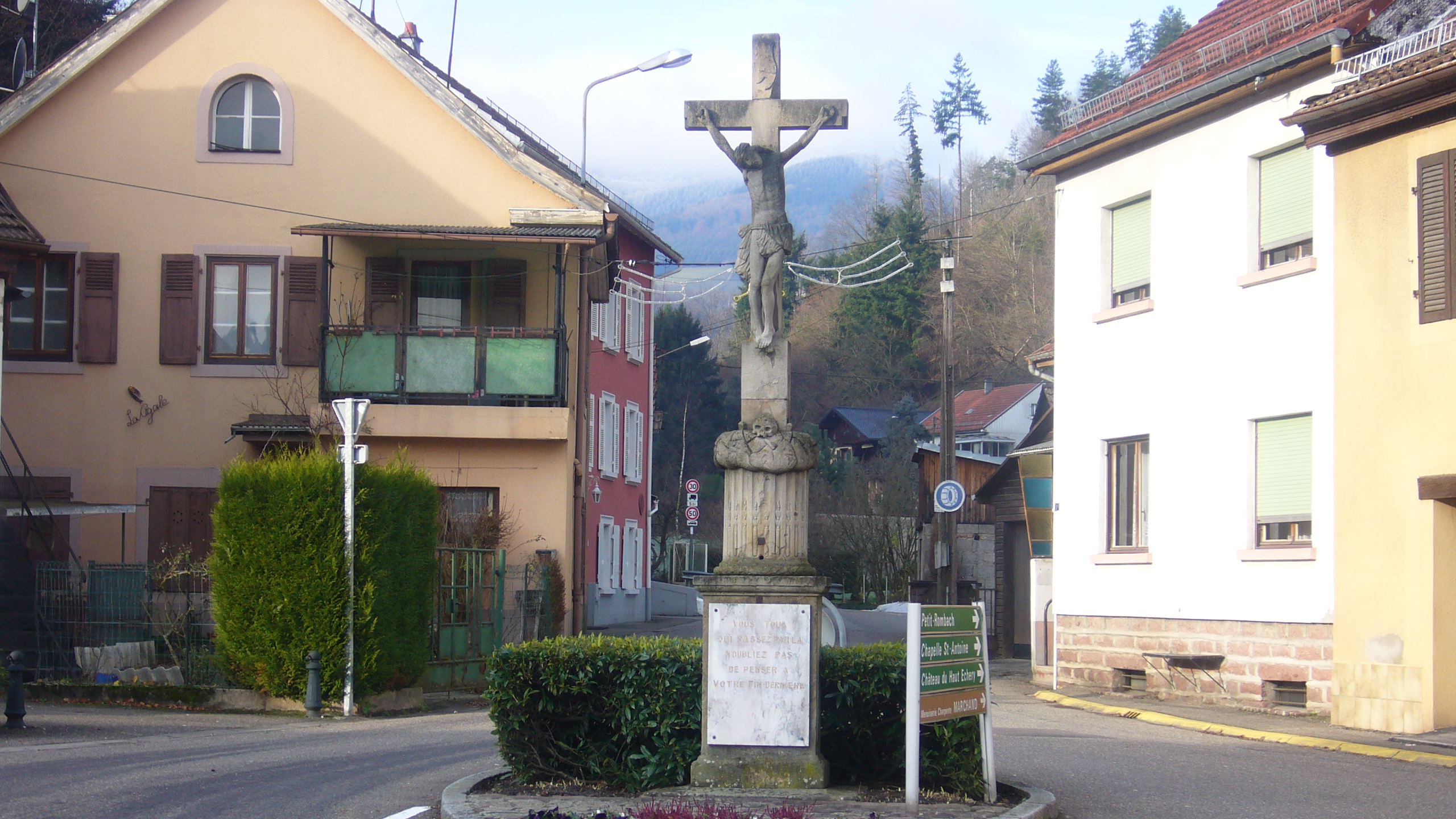
Croix de l'entrée du vallon du Petit Rombach

Cette croix est située à l'intersection de la route nationale 59 et de la route qui conduit au Petit Rombach. Elle repose sur un socle carré d'une hauteur approximative de un mètre où l'on trouve l'inscription "Vous tous qui passez par là, noubliez pas de penser à votre fin dernière". Le piédestal de la croix repose sur ce socle carré, et au pied du Christ on aperçoit une petite tête de mort.

### Croix du Haut de Ribeauvillé (au pied du massif duTaennchel(1870)

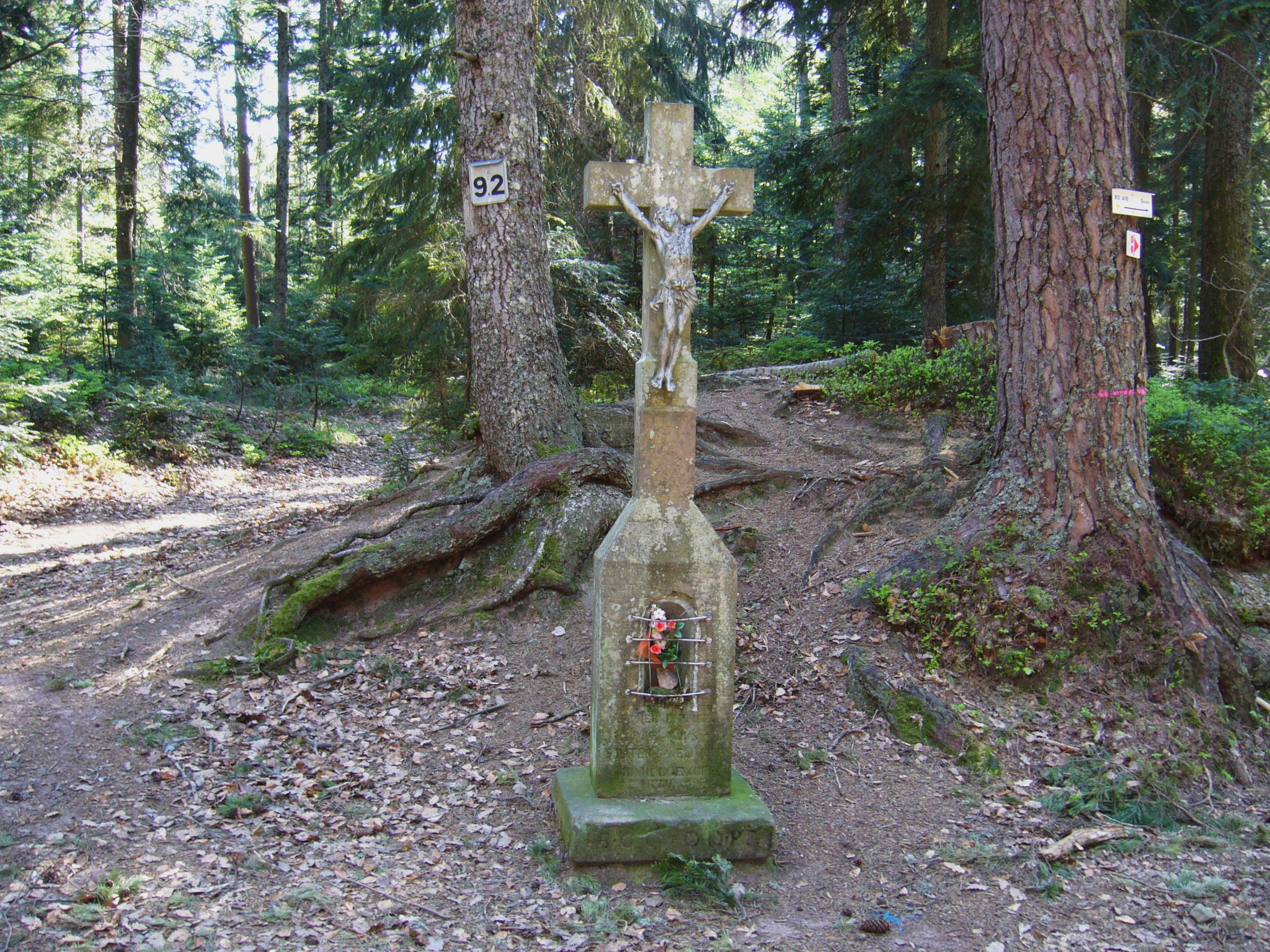
Croix du Haut de Ribeauvillé au pied du massif du Taennchel (1870)

Cette croix se trouve au pied du massif du Taennchel. Son socle est creusé d'une niche abritant une statuette de la Vierge avec l'inscription « Ô Sainte Vierge priez pour nous ». Érigée en 1870, elle porte les initiales des donateurs : IB, GG + OD, PD. La récompense est promise à ceux qui prieront en ce lieu : cinq Pater, cinq Ave et 40 jours d'indulgences.
On peut se rendre à cette croix en prenant la route du Hury depuis Sainte-Croix-aux-Mines, qui passe par l'étang de pêche et qui conduit à la ferme Didion. Ce chemin bitumé se trouve après la route du Petit Rombach sur la gauche en venant de Lièpvre. Il faut laisser la voiture au terminus de la route bitumée et ensuite continuer à pied jusqu'au refuge du club vosgien de Sainte-Croix-aux-Mines où se trouve à proximité un petit calvaire. La durée de la marche entre le terminus de la route macadamée et le calvaire est de 15 minutes. Une autre solution est de prendre la route de Sainte-Marie-aux-Mines. Depuis Sainte-Marie-aux-Mines, on emprunte la route départementale 416 qui va à Aubure et qui passe par le Petit Haut. Il faut laisser la voiture au col du Haut de Ribeauvillé (742 m) ou mieux encore à la croix de Ribeauvillé où se trouve un abri financé par Maurice Burrus, industriel de Sainte-Croix-aux-Mines, qui a été inauguré le 9 août 1936 par le Club vosgien de ce village.

### Croix de la place de la Gare (rue du Merle)  (1870)

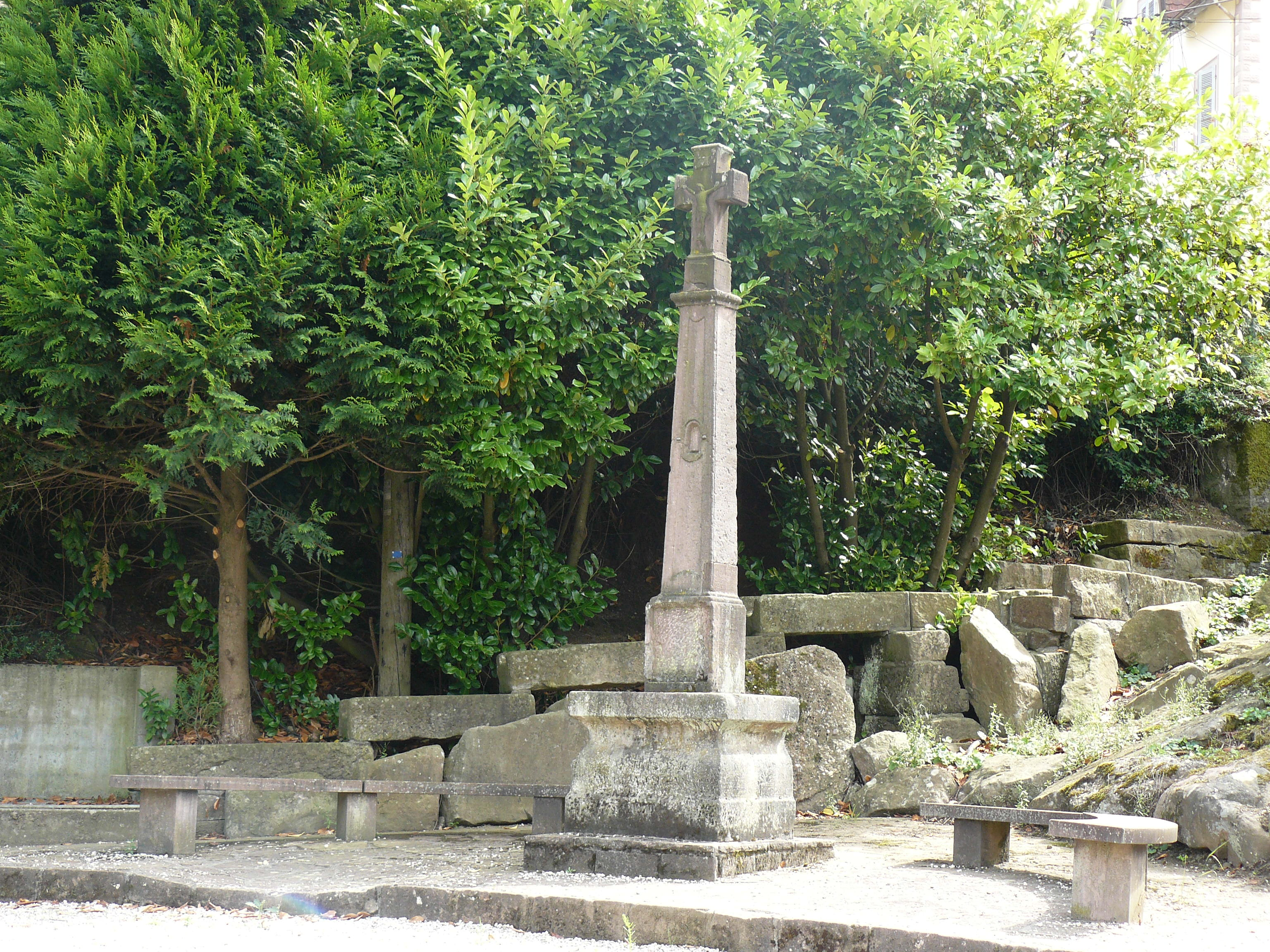
Calvaire de l'ancienne gare, située rue des merles (1870)

Cette croix est située à proximité de l'ancienne gare de Sainte-Croix-aux-Mines devant un tas d'anciennes pierres dans la rue des Merles.

### Croix  Thiébaut (Petit Rombach)  (1879)

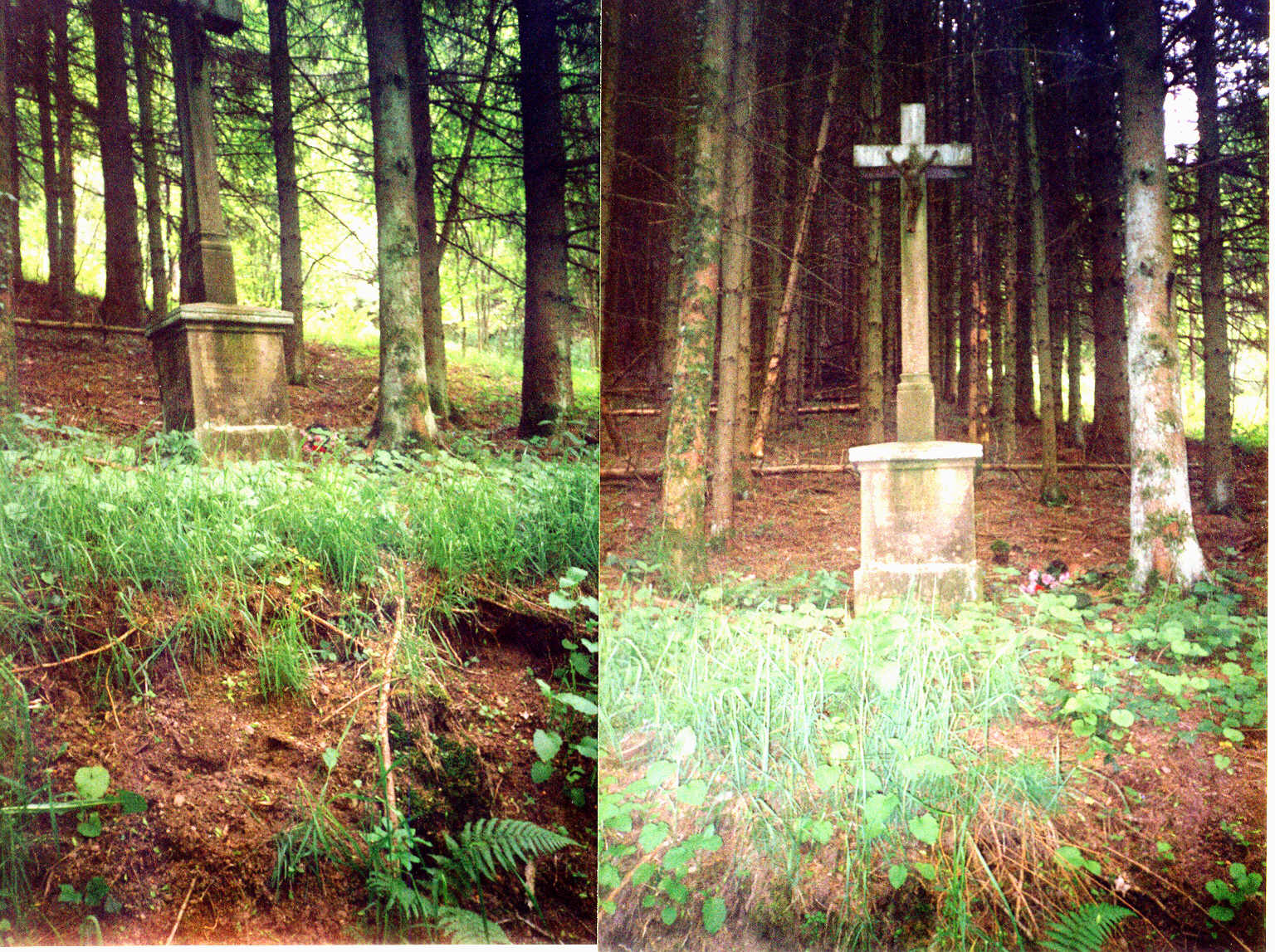
Croix Thiébaut à Sainte Croix-aux-Mines (1879)

Cette croix a été édifiée le 11 juin 1879 par des dons de Jean Baptiste Thiébaut et Marie Vincent. Elle se trouve sur un sentier forestier qui part à gauche, en face de l’ancien restaurant de Pierre Masson appelé le « Creux-Chêne ». Le piédestal repose sur un socle carré d'un mètre de hauteur environ. La hauteur totale de la croix est de 2,50 mètres. Ce calvaire est situé en pleine forêt à proximité d'un sentier sauvage, au milieu du vallon du Petit Rombach.

### Croix à l’entrée du chemin de la Goutte Martin (1882)

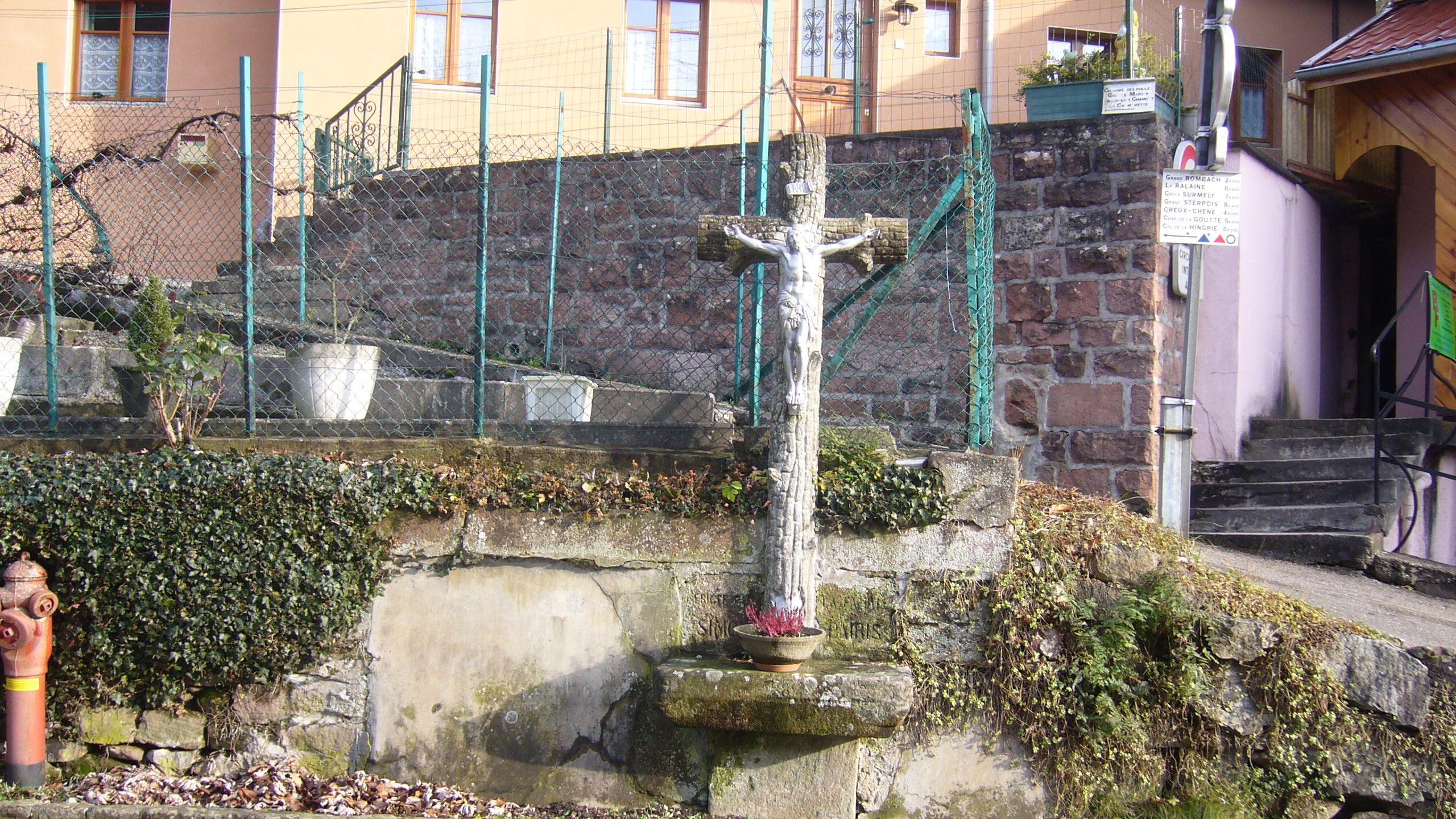
Croix à l'entrée du chemin de la Goutte Martin 1882

Ce calvaire très sobre donnant l'impression d'un monument mégalithique se trouve à l'intersection entre la route du Grand Rombach et le chemin qui monte à la Goutte Martin. La croix a été édifiée en hommage à Simon Pairis décédé en 1882. Elle repose sur un réceptacle qui était aussi utilisé pour les processions lors des Rogations. La croix est attenante à un mur longeant une maison d'habitation.
Les bras et les montants, de section maladroitement circulaire, ont été taillés dans du grès grossiers à galets dont le litage est sensiblement vertical. Le montant supérieur et les bras, presque de même longueur, ont des extrémités plates. La traverse et le montant supérieur attenant sont cimentés sur le montant inférieur; cette jonction est renforcée par un fer plat fixé à l'arrière. La face avant  de la croix, parallèle au litage, reste verticale bien que la section du montant inférieur augmente progressivement vers le bas; de profil cette structure tronc conique, inclinée à l'arrière, donne le sentiment d'une instabilité. Le pied de la croix est entouré d'une moulure irrégulière aux bords gauchis pour former une petite plinthe carrée dont la partie inférieure est insérée et cimentée dans la dalle supérieure du socle.

### Croix de Mission du cimetière  (1891)

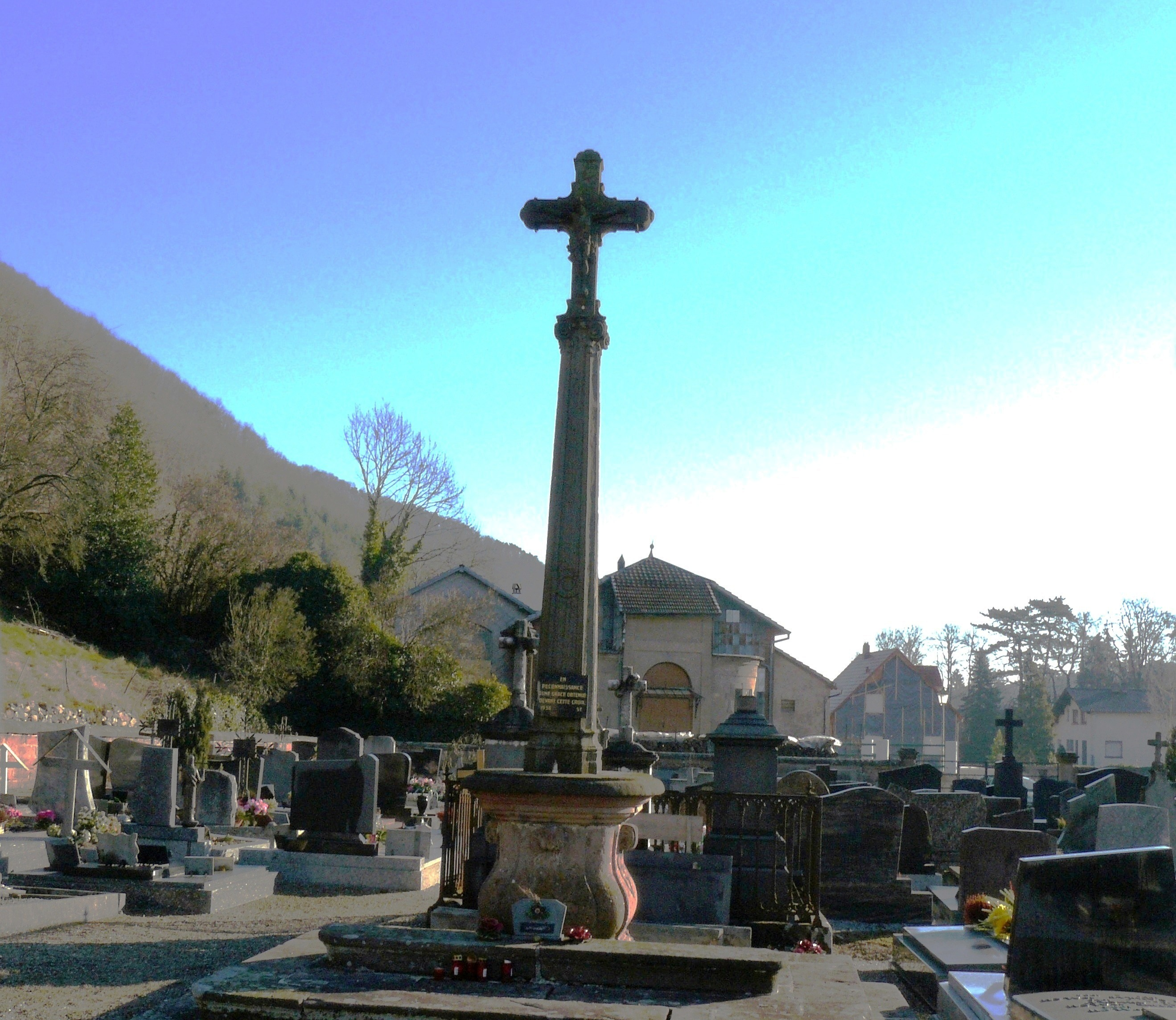
Croix du cimetière

Au pied de cette croix se trouve une inscription: "En reconnaissance d'une grâce obtenue devant cette croix en 1938".

### Croix de la Ralaine  (1894)

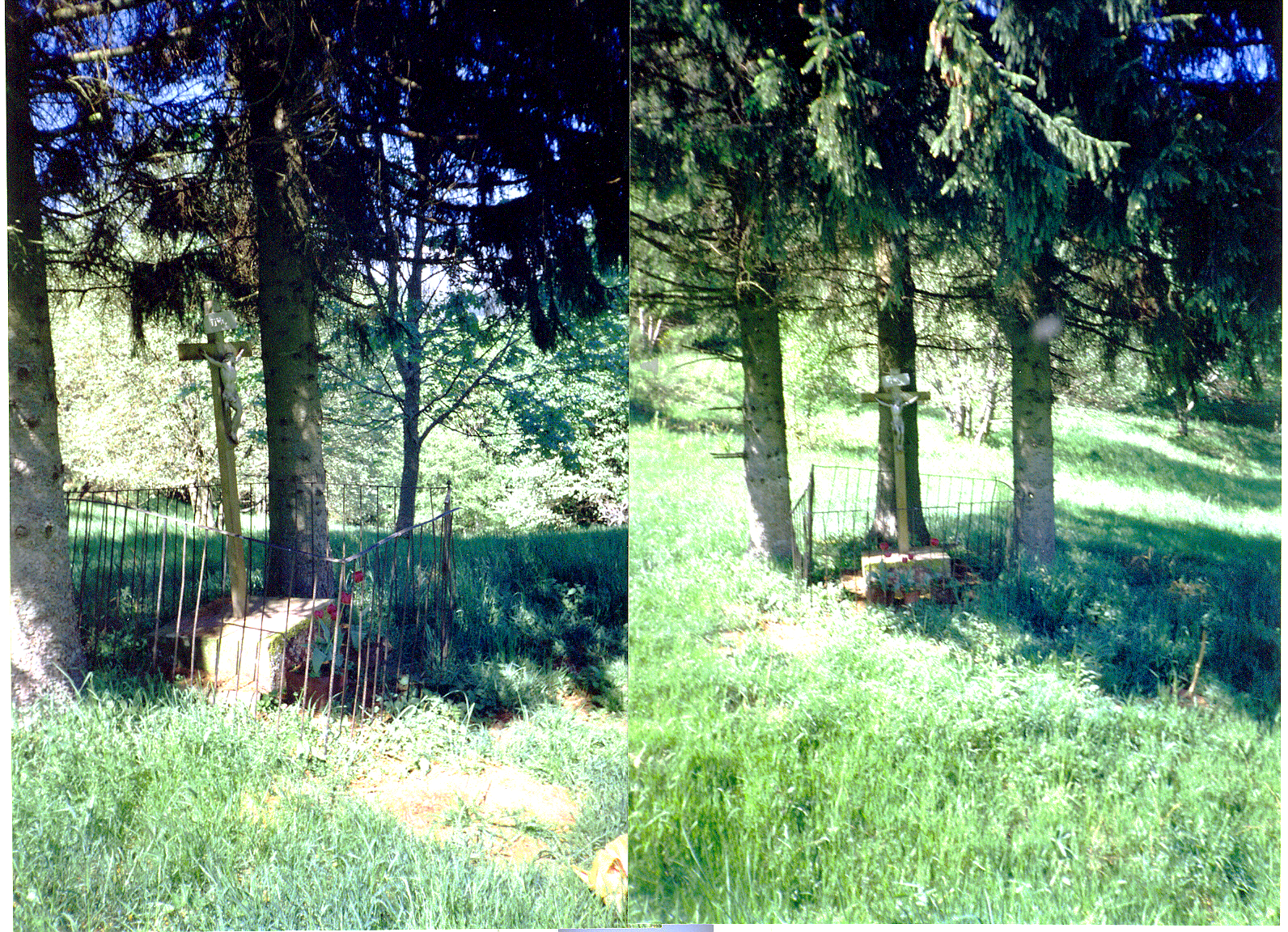
Croix de la Raleine à Sainte-Croix-aux-Mines (1894)

Croix édifiée en 1894 et qui se trouve en contrebas du col de la Ralaine qui se trouve sur un méplat où se rejoignent plusieurs chemins forestiers. L'un des chemins va en direction du Grand Serpois, et un autre rejoint la croix de Surmely et le village de Lubine en passant par la chapelle de la Jambe de fer. On peut s’y rendre en passant par le col de la Hingrie, puis en allant jusqu’à la croix de Surmely jusqu’au col de la Ralaine. La croix est située à 5 minutes de là en empruntant le chemin qui va vers le Grand Rombach, sur le premier chemin qui tourne à droite. Une autre possibilité est de se rendre au Grand Rombach en direction du col de la Ralaine.
Cette croix hexagonale a dû remplacer une pierre plus ancienne qui a disparu. Elle est entourée d’une grille et d’un crucifix en fonte. Le socle porte cette inscription : « Souvenir de Joseph Roudot et de Catherine Herment son épouse. Priez pour nous 1894 ».

### Croix du Grand Sterpois  (1961)
Croix érigée en 1961 par le cercle catholique de Sélestat « Les Moineaux », qui disposait à cet endroit d’une colonie de vacances.
Pour se rendre au Grand Sterpois, il faut aller au fond du vallon du Petit Rombach. À la fin du chemin enrobé, il faut continuer la route à gauche puis un peu plus loin, on arrive à un croisement où se rejoignent plusieurs chemins. Le chemin forestier qui tourne à droite va au Grand Sterpois et le chemin qui tourne à gauche permet de se rendre au lieu-dit de la Bouille. Le Grand Sterpois se trouve sur les hauteurs du Petit Rombach à environ 1 heure de marche de ce carrefour. Le Grand Sterpois peut être rejoint par la croix de Raleine. Lorsqu'on est sur le plateau, prendre la direction du Grand Sterpois indiqué par les panneaux du Club Vosgien.

### Croix de la Vraie Côte (Petit Rombach)

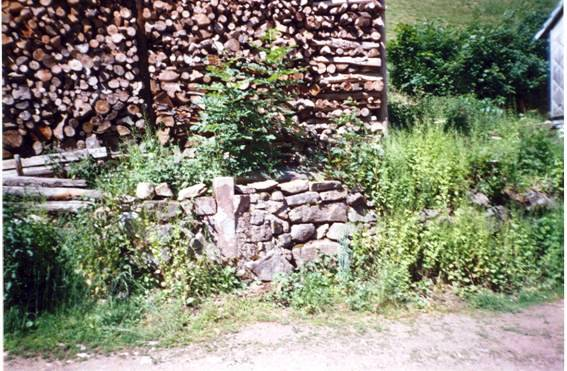
Croix de la Vraie côte (Petit Rombach) à Sainte Croix-aux-Mines

Cette croix fort ancienne, puisqu’on ne trouve plus d’indications, est scellée dans un mur attenant à la ferme de Robert Bormann. La croix en grès massif est désagrégée en certains endroits et est entourée de pierres de taille. Elle indique probablement le coin où est décédé une personne. C'est le type même de croix que l'on aperçoit à la lisière des bois et elle pourrait avoir été érigée par des bûcherons ou des grumiers, peut-être à la suite d'un accident ?

### Croix de la Hajus

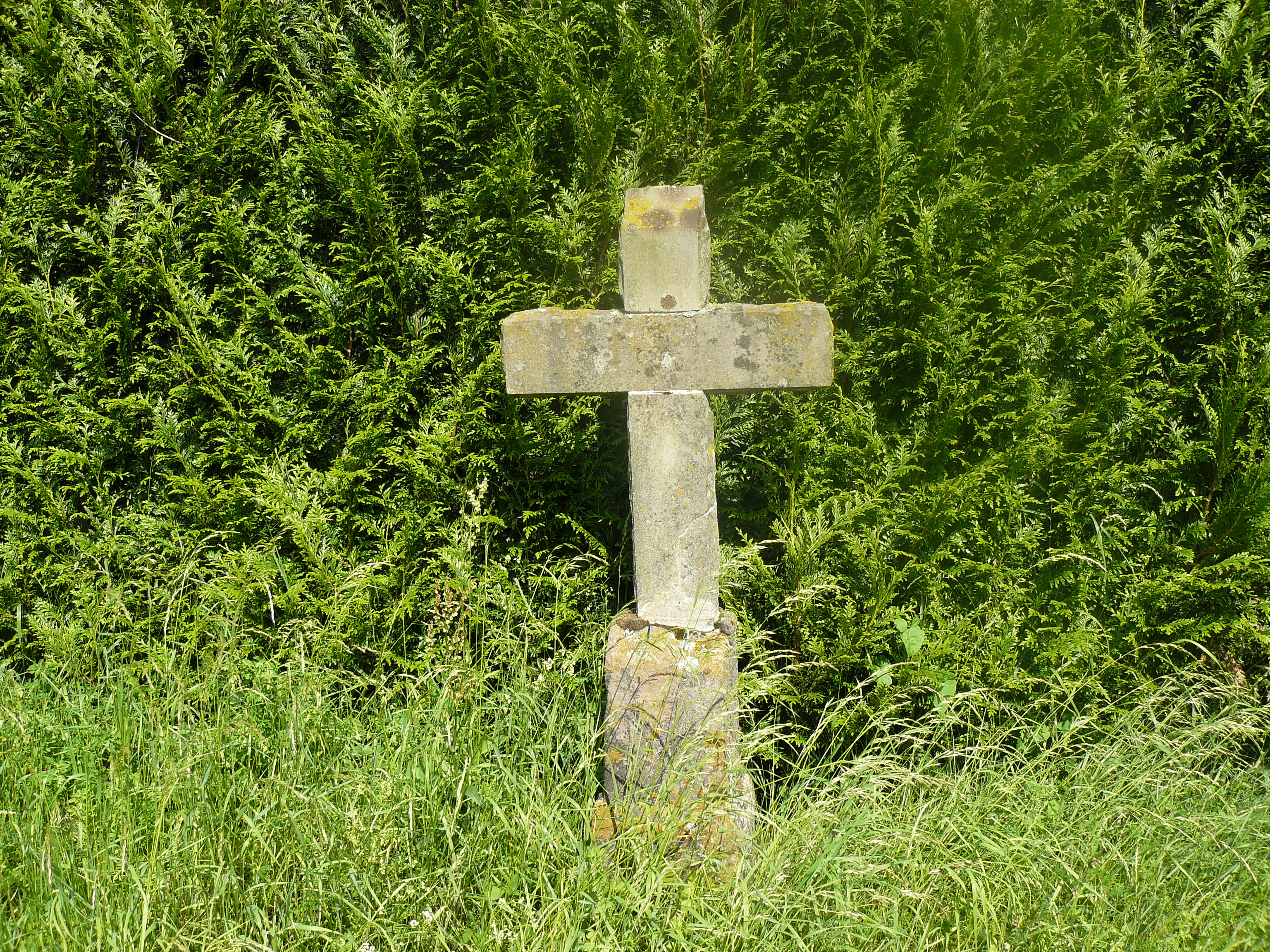
Croix de la Hajus

Cette petite croix en grès se trouve à côté de la chapelle de la Hajus. Aucune inscription ni date ne figurent sur ce monument qui semble remonter au XIXe siècle. Cette croix a peut-être été édifiée avant la construction de la chapelle.

## Croix disparues

### La Croix Baptiste du Faît  (Petit Rombach)
Cette petite croix avait été édifiée en souvenir d’un fermier dont le prénom était Jean-Baptiste, habitant le « faît » et qui a trouvé la mort en coupant du bois à cet emplacement.
Également appelée Croix du Chaud Rain, elle était  installée au lieu-dit « Le Faît ». Pour se rendre à cet endroit, prendre le chemin qui tourne à gauche après le chemin enrobé au fond du Petit Rombach. À environ 500 mètres, deux chemins se croisent, celui qui va à gauche  se dirige à Bougival et l’autre qui tourne à droite va en direction du Grand Sterpois. Prendre le chemin qui conduit au Grand Sterpois, puis à 1 km de là, prendre le chemin qui va à droite balisé par un panneau qui indique un chemin forestier privé. Un peu plus loin, il existe un banc, puis une vingtaine de mètres plus loin un sentier assez sauvage qui part à droite et qui descend. L’emplacement de cette croix disparue se trouvait sur le sentier abrupt à environ 200 mètres. Encore entretenue en 2003, il est probable qu'elle a été ensevelie ou détériorée par les débardeurs entre 2003 et avril 2004, comme beaucoup d'autres  croix forestières, souvent méconnues de la population et des responsables locaux.

### Croix de la Bouille (appelée également Croix des Champs de Roudot)
Prendre le chemin bitumé du Petit Rombach jusqu’au terminus. Ensuite prendre le chemin à gauche en direction de la Bouille, et Bougival. Un peu plus loin, on arrive à l’intersection de deux chemins. Celui qui va à droite se dirige vers le Grand Sterpois et celui de gauche conduit à la Bouille et Bougival. Prendre ce dernier. Continuer jusqu’à la forêt de sapins après le ruisseau. En arrivant presque à la fin de la forêt de sapins, on est en présence d’un chemin qui monte, et un autre presque peu visible qui descend. La croix est située à environ un mètre sur le chemin qui descend.
Cette croix a été largement abîmée puisqu’on ne retrouve que la partie inférieure du piédestal. Elle a probablement été brisée lors de l’agrandissement du principal chemin forestier qui va à la Bouille. Elle était située dans un endroit appelé « Champ de Roudot » du nom de l’ancien fermier qui disposait de cette parcelle.

## Croix et calvaires proches de Sainte-Croix-aux-Mines
- Calvaires et croix de Rombach-le-Franc
- Croix et calvaires de Lièpvre
- Calvaires de Fouchy